# Врублювка (Малопольське воєводство)
Врублювка (пол. Wróblówka) — село в Польщі, у гміні Чорний Дунаєць Новотарзького повіту Малопольського воєводства.
Населення — 594 особи (2011).
У 1975-1998 роках село належало до Новосондецького воєводства.

## Демографія
Демографічна структура станом на 31 березня 2011 року:
|          | Загалом | Допрацездатний вік | Працездатний вік | Постпрацездатний вік |
| -------- | ------- | ------------------ | ---------------- | -------------------- |
| Чоловіки | 291     | 45                 | 207              | 39                   |
| Жінки    | 303     | 55                 | 185              | 63                   |
| Разом    | 594     | 100                | 392              | 102                  |